# Opuntia macrocentra
Opuntia macrocentra (лат.) — вид растений рода Опунция (Opuntia) семейства Кактусовые (Cactaceae), произрастающий в Мексике и США.

## Ботаническое описание
Растения от прямостоячих до стелющихся высотой до 1 м. Сегменты стебля длиной 7-20 × 6-18 см, варьируется от фиолетового (особенно при стрессе) до зеленого с пурпурным оттенком возле ареол и по краям стебля, уплощенные, от широко обратнояйцевидных до полукруглых, толстоватые; ареол 6-8(-10) в диагональном ряду на срединном сегменте, от эллиптических до круглых, 3-7 × 2.5-5 мм. Колючки отсутствуют или 1-15 на ареолу, обычно от прямых до раскидистых, 30-120 мм. Глохидии плотные, серповидной формы, красновато-желтые, с возрастом коричневые, 2-3 мм. Цветки: внутренние листочки околоцветника желтые с красной базальной частью, обратнояйцевидно-конечные, 25-40 мм. Плоды от красных до пурпурных, от обратнояйцевидных до бочкообразных, 25-40 × 20-23 мм, мясистые или ± сочные, голые, без колючек. Семена желтоватые, от полуокруглых до почковидных, угловатые, 5-7 × 3,5-5 мм, бока уплощенные.
Число хромосом: 2n = 22, 44.

## Таксономия
Opuntia macrocentra Engelm., первое описание в Proc. Amer. Acad. Arts 3: 292 (1856).

#### Синонимы
Гомотипные (основанные на одном и том же номенклатурном типе):
- Opuntia violacea var. macrocentra (Engelm.) L.D.Benson (1969), nom. superfl.

Гетеротипные (основанные на разных номенклатурных типах):
- Opuntia horstii Heinrich (1963)
- Opuntia violacea Engelm. (1895)
- Opuntia violacea var. castetteri L.D.Benson (1969)

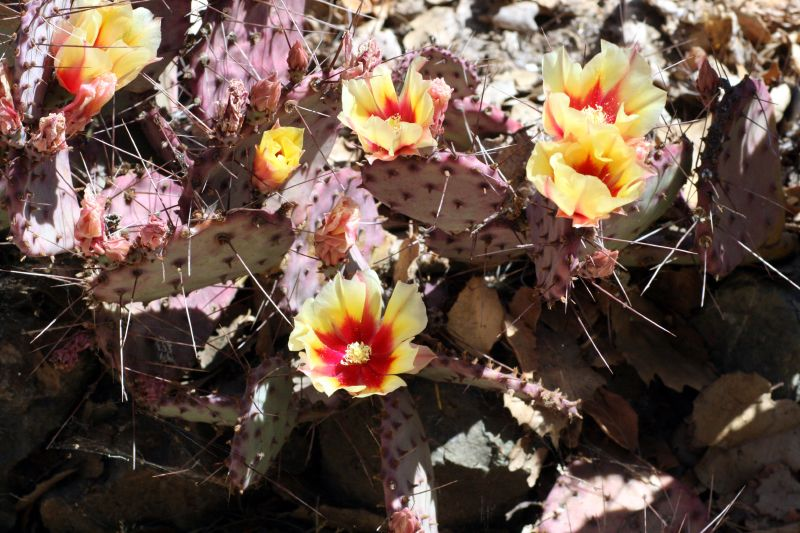
Период цветения
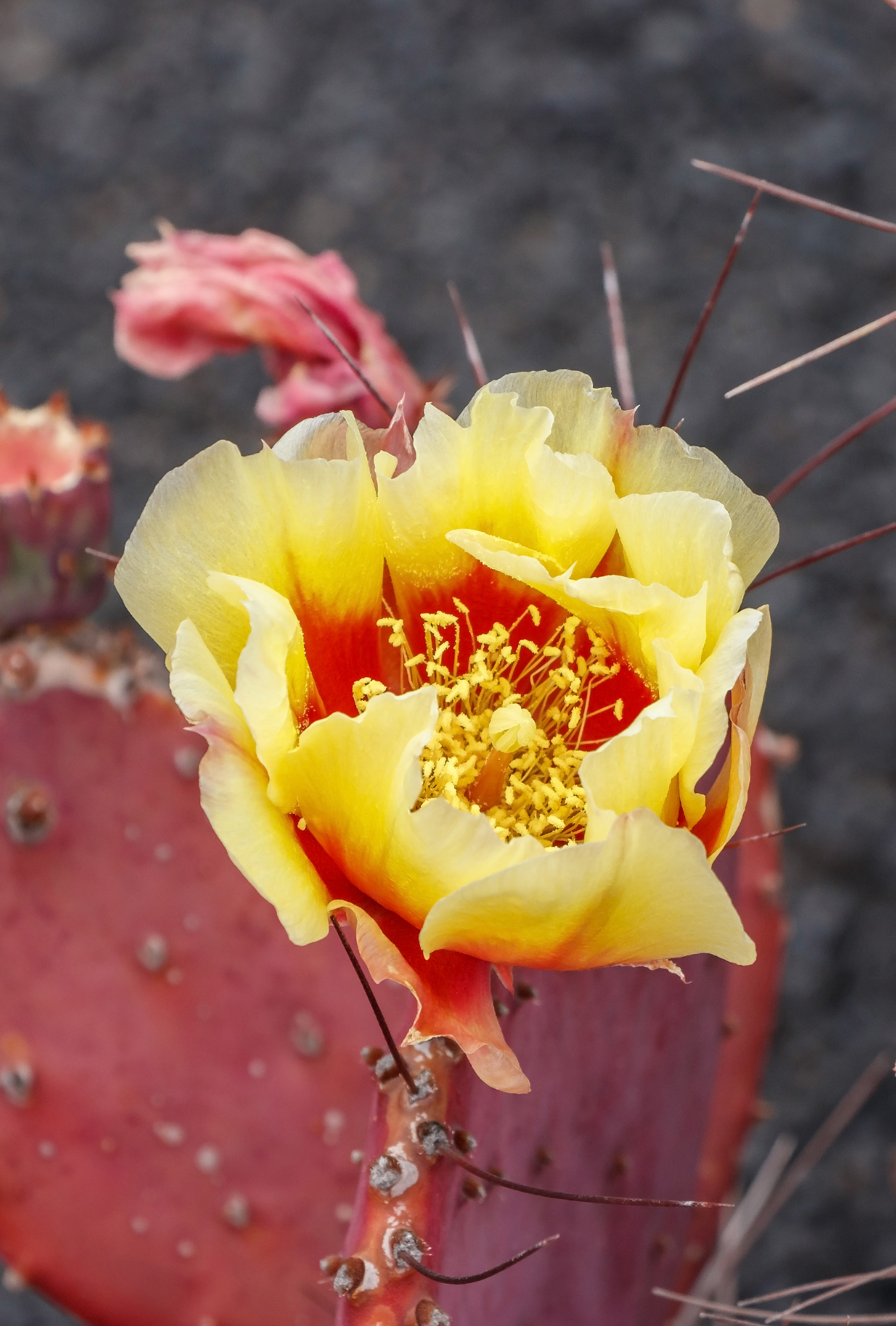
Цветок